# Chiesa di Tutti i Santi (Marden, Wiltshire)
La chiesa di Tutti i Santi (in inglese All Saints Church) è la parrocchiale anglicana che si trova a Marden, villaggio e parrocchia civile della contea del Wiltshire nel Sud Ovest dell'Inghilterra, Regno Unito. Il luogo di culto risale al XII secolo, rientra nella diocesi di Salisbury ed è considerato un monumento classificato di prima categoria per il suo particolare interesse storico e architettonico.

## Storia

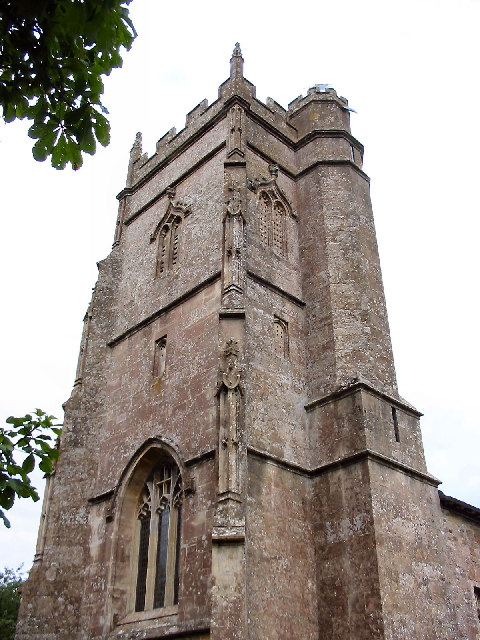
Torre della chiesa

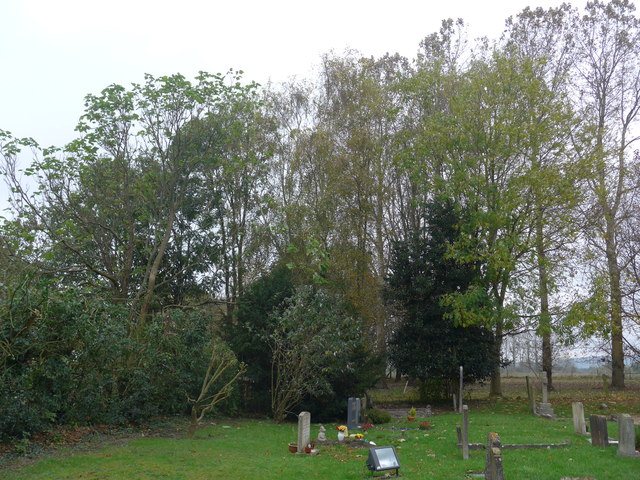
Cimitero della comunità

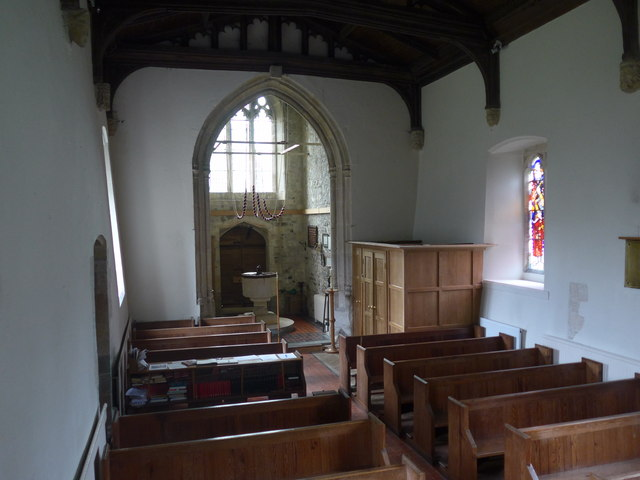
Interno della sala a navata unica

A Marden ci sono evidenze architettoniche di una chiesa dal XII secolo e un primo riferimento a questo edificio si ebbe nel 1205, quando il re la concesse a vita a John de Wells. L'anno seguente la concesse a un prete, William Gernon, e sembra probabile che la chiesa fosse inclusa in una concessione reale del maniero a Gilbert Basset nel 1229, e alla fine passò a Philip Basset, che tra il 1259 e il 1267 la concesse al Bradenstoke Priory. Quella casa se ne appropriò nel 1267 e allo stesso tempo fu ordinato un vicariato. Il priore di Bradenstoke è registrato per la prima volta nel 1305 e nel 1524 il diritto fu delegato a John Andrewes alias Barbour. L'avvocatura fu trasferita al capitolo della cattedrale di recente fondazione a Bristol nel 1542. Il capitolo presentò vicari fino al XX secolo, eccetto alcune brevi parentesi. Nel 1923 il vicariato fu unito a quello di Chirton. Da allora in poi il capitolo di Bristol presentò alternativamente il patronato di Chirton fino al 1950, quando il diritto di presentazione alternativa del capitolo fu conferito al vescovo di Salisbury. Dal 1951 il beneficio unito fu detenuto in pluralità con la canonica di Patney e nel 1963 i tre benefici furono uniti per formare il beneficio unito di Chirton con Marden e Patney. Il patrono del beneficio era il vescovo che aveva acquisito il patronato di Chirton nel 1958.
Quando il vicariato fu ordinato nel 1267, oltre a tutte le piccole decime della parrocchia, al vicario furono assegnate le grandi decime derivanti dalla terra coltivata da John of Marden. La terra, nota nel XVI secolo come Butler's e nel XVIII secolo come 'piccola fattoria', faceva parte della fattoria Manor nel 1841. Le decime vicariali furono commutate per un canone di locazione. Sempre nel 1267, al vicario furono assegnate due case e una di queste potrebbe essere la casa del vicariato del 1588, menzionata nel corso del XVII e XVIII secolo. Il vicariato era vuoto nel 1783 quando il vicario non era residente e il suo curato viveva a Urchfont. Dalla fine del XIX secolo i vicari di Chirton servirono anche Marden e il vicariato, che sorgeva a sud-ovest della chiesa, fu apparentemente affittato a degli inquilini per alcuni anni. Nel 1922 la casa, che fu probabilmente costruita nell'ultimo decennio del XVIII secolo e ampliata all'inizio del XIX secolo, fu messa in vendita. Divenne una residenza privata nel 1970.
Il presbiterio fu segnalato in stato di abbandono nel 1556 e successivamente furono eseguite ampie riparazioni e modifiche per rimediare a difetti strutturali attribuiti a fondamenta scadenti. Il piano superiore della torre fu rimosso e le pareti della navata furono ampiamente ricostruite per includere nuove finestre, probabilmente nel XVII secolo. Più o meno nello stesso periodo fu costruito un portico con struttura in legno contro la porta sud. La torre fu ricostruita e innalzata sotto la direzione di C. E. Ponting nel 1885 e nel corso di ulteriori restauri del XIX secolo furono inseriti dei trafori nelle finestre della navata, il muro est fu ricostruito per incorporare una nuova finestra e il portico fu sostituito in pietra. Il tetto della navata sembra essere del XIX secolo, ma potrebbe essere stato ricostruito rispettando l'aspetto originale di fine XV secolo. Il semplice fonte battesimale ottagonale è probabilmente del XIII secolo. Il pulpito dei primi del XVII secolo conserva il suo schienale e il suo baldacchino originali. La finestra della navata nord-occidentale, raffigurante San Pietro e San Paolo, è stata progettata e realizzata dal signor e dalla signora J. W. Kettlewell e inserita nel 1958. Nel 1553 c'erano tre campane. All'inizio del XX secolo, come nel 1970, c'era un rintocco di cinque, di cui la terza, datata 1627, fu fusa da John Lott di Warminster. La soprano, il tenore e la quarta, tutte del XVIII secolo, sono anch'esse di fonditori locali, mentre la seconda fu aggiunta nel 1886. Le registrazioni dei battesimi risalgono al 1685, le sepolture al 1687 e i matrimoni al 1693.

## Descrizione
L'English Heritage ha inserito dal 19 marzo 1962 la chiesa di Tutti i Santi di Marden tra gli edifici storici come monumento classificato di prima categoria col numero 1035827. La chiesa appartiene alla diocesi di Salisbury.

### Esterni
La chiesa sorge su una collinetta a nord-ovest di Marden Street e vi si accede tramite un sentiero lastricato in pietra. È costruita con pietrisco di sarsen con rivestimenti in pietra arenaria. La torre si eleva su tre piani in posizione occidentale ed è in stile gotico inglese con contrafforti diagonali in conci di calcare con pinnacoli nella parte alta e finestre con modanature. È collegata alla navata da un alto arco della torre. Il portale del XVII secolo ha la porta che mostra traverse con modanature di copertura e pesante cassa della serratura.

### Interni
La navata interna è unica e risale al XII secolo. Conserva l'arco del presbiterio originale e la porta a sud, entrambi riccamente decorati. Il presbiterio fu probabilmente ampliato nel XIV secolo e ha almeno una finestra di quella data. Il tetto della navata sembra essere del XIX secolo e potrebbe essere una copia di quello di fine XV secolo. Il semplice fonte battesimale ottagonale è probabilmente del XIII secolo. Il pulpito dei primi del XVII secolo conserva il suo schienale e il suo baldacchino originali. Lo stemma reale, datato 1772, è appeso sopra l'arco del presbiterio. La finestra della navata nord-occidentale, raffigurante San Pietro e San Paolo, è stata inserita nel 1958. Il presbiterio contiene alcune targhe murali dedicate ai membri della famiglia Hayward. Nella sala sono presenti vari monumenti funebri e targhe poste sulle pareti interne, tra questi il monumento commemorativo in ottone della Grande Guerra.